# 레나토 카펜티에리
레나토 카펜티에리(Renato Carpentieri, 1943년 4월 2일 ~ )는 이탈리아의 연극 배우, 영화배우, 텔레비전 배우이다.
사비냐노이르피노에서 태어났다.

## 영화
- 자기 앞의 생 (2020년)
- 라이드 (2018년)
- 우나 스토리아 센자 노미 (2018년)
- 바빌론 시스터즈 (2017년)
- 테네레차: 홀딩 핸즈 (2017년)
- 데이드림 (2016년)
- 더 주얼 (2011년)
- 천상의 육체 (2011년)
- 우리의 신념 (2010년)
- 포르타파시 (2009년)
- 더 스위트 앤 더 비터 (2007년)
- 아르테미시아 (1997년)
- 스페셜 킬러 (1995년)
- 나의 즐거운 일기 (1994년)
- 치로야 엘리야 (1993년)
- 피오릴레 (1993년)
- 어린이 도둑 (1992년)
- 나폴리 수학자의 죽음 (1992년)
- 푸에르토 에스콘디도 (1992년)
- 오픈 도어스 (1990년)